# Port lotniczy Vanua Lava
Port lotniczy Vanua Lava (IATA: SLH, ICAO: NVSC) – port lotniczy położony w Sola, na wyspie Vanua Lava (Vanuatu).

## Linie lotnicze i połączenia
- Air Vanuatu (Luganville, Mota Lava, Torres)